# 에즈리코촌
에즈리코촌(江釣子村)은 이와테현 와가군에 놓였던 정이다. 1991년 4월 1일에 와가정과 구 기타카미시와 합병해 새로운 기타카미시가 되었다.
합병 직전 일본에서 가장 인구밀도가 높은 마을이었다.

### 개요
이와테 현의 중앙부 끝에 위치하며 서쪽으로 오우 산맥·동쪽으로 기타카미 산지 사이에 위치했었다. 교통·문화·산업·경제의 결절점에 위치하고 국도 4호 기타카미 바이패스·국도 107호·도호쿠자동차도 기타카미에쓰리코 IC·동일본 여객철도 기타카미선 에쓰리코역이 있어 기타카미시·하나마키시와의 사이에 있기 때문에 교외도시로서 이전에는 농촌 지대였던 장소에 「공업 전원도시」로서 공장 입지가 잇따르고, 인구는 증가하는 추세였다.

### 지리
전체적으로 촌내가 와가분지 내에 들어가기 위해 평탄하지만 북쪽과 서쪽은 오우산맥 기슭에 해당하기 때문에 약간 높다.

## 연혁
- 1889년 4월 1일 - 정촌제 시행과 함께, 히가시와가군 가미에쓰리코촌, 시모에쓰리코촌, 나메타촌, 신히라촌, 하토오카사키촌, 기타오니야나기촌을 합병해, 에쓰리코촌이 성립하였다.
- 1896년 3월 29일 - 군의 통합으로 와가군에 소속되었다.
- 1923년 4월 15일 - 기타카미 선 에쓰리코 역이 개업하였다
- 1955년 3월 31일 - 와가군 후지네촌과 경계의 일부를 변경하였다.
- 1966년 12월 22일 - 촌장이 제정되었다.
- 1967년 8월 1일 - 와가군 와가마치로 경계의 일부를 변경하였다.
- 1970년 3월 1일 - 하나마키시와 경계의 일부를 변경하였다.
- 1977년 11월 19일 - 도호쿠 자동차도 기타카미 에쓰리코 IC가 개통하였다.
- 1977년 11월 25일 - 촌화, 촌조, 촌목을 제정하였다.
- 1980년 8월 24일 - 교육의 마을 선언을 하였다.
- 1981년 6월 18일 - 촌민 헌장을 제정하였다.
- 1991년 4월 1일 - 와가군 와가정, 기타카미시와 합병해 새로운 기타카미시가 되었다.

## 교통

### 철도
- 동일본 여객철도 기타카미 선

### 도로
- 도호쿠 자동차도
- 국도 4호선
- 국도 107호선